# Nationaler Flughafen Minsk

i7
i11
i13
Der Nationale Flughafen Minsk (belarussisch Нацыянальны аэрапорт Мінск; früher Flughafen Minsk-2, IATA-Code: MSQ, ICAO-Code: UMMS) ist der internationale Flughafen der belarussischen Hauptstadt Minsk.

## Geschichte
Der Flughafen wurde ab 1977 durch die Architekten J. Grigorjew, B. Lartschenko, G. Sisojew und N. Temnowa als Ergänzung zum kleineren Stadtflughafen Minsk-1 errichtet und 1982 eröffnet, der reguläre Flugbetrieb begann 1983. Er dient als Heimatbasis für die nationale belarussische Fluggesellschaft Belavia.

## Lage und Verkehrsanbindung
Der Nationale Flughafen Minsk liegt 42 Kilometer östlich von Minsk und ist mit der Buslinie 300 mit der Innenstadt verbunden. Von der Minsker Ringautobahn aus ist er darüber hinaus auch über die Autobahn M2 zu erreichen.

## Fluggesellschaften und Ziele
Der Flughafen ist durch mehrere Fluggesellschaften mit zahlreichen vor allem europäischen Zielen verbunden. Größte Fluggesellschaft vor Ort ist die hier beheimatete Belavia, die beispielsweise Verbindungen nach Amsterdam, London, Moskau und Teheran anbietet. Aus dem deutschsprachigen Raum wird Minsk gegenwärtig von Lufthansa aus Frankfurt am Main, Belavia aus Frankfurt, Berlin und Hannover sowie von Austrian Airlines aus Wien angeflogen.
Die Bedienung mehrerer europäischer Flugziele wurde im Jahr 2021 für unbestimmte Zeit ausgesetzt. Grund hierfür sind Sanktionen der EU infolge der Umleitung des Ryanair-Fluges FR4978. Belavia darf ebenso wie andere belarussische Fluggesellschaften seitdem keine Ziele in der EU mehr anfliegen und den Luftraum der EU nicht mehr nutzen.

## Statistik
| Jahr | Anzahl Passagiere | Unterschied zum Vorjahr |
| ---- | ----------------- | ----------------------- |
| 2005 | 559.114           | ▲ 10,86 %               |
| 2006 | 637.560           | ▲ 14,03 %               |
| 2007 | 830.481           | ▲ 30,26 %               |
| 2008 | 1.010.695         | ▲ 21,7 %                |
| 2009 | 1.028.886         | ▲ 1,8 %                 |
| 2010 | 1.285.423         | ▲ 24,93 %               |
| 2011 | 1.437.825         | ▲ 11,86 %               |
| 2012 | 1.837.911         | ▲ 27,83 %               |
| 2013 | 2.182.177         | ▲ 18,73 %               |
| 2014 | 2.593.559         | ▲ 18,9 %                |
| 2015 | 2.782.866         | ▲ 7,3 %                 |
| 2016 | 3.429.112         | ▲ 23,2 %                |
| 2017 | 4.114.512         | ▲ 20,0 %                |
| 2018 | 4.536.644         | ▲ 10,3 %                |
| 2019 | 5.101.766         | ▲ 12,5 %                |
| 2020 | 1.939.192         | ▼ 62,0 %                |
| 2021 |                   |                         |
| 2022 |                   |                         |
| 2023 | 2.497.631         |                         |

## Visafreie Einreise über den Nationalen Flughafen Minsk
Eine Besonderheit hat der Nationale Flughafen Minsk im Bezug auf die Einreise. Reisende aus 74 Staaten können seit dem 27. Juli 2018 ausschließlich über den Nationalen Flughafen Minsk für eine Dauer von bis zu 30 Tagen visafrei nach Belarus einreisen. Das betrifft unter anderem alle Staaten der Europäischen Union und im deutschsprachigen Raum weiterhin die Schweiz und Liechtenstein. Für alle anderen Grenzübergänge ist weiterhin ein Visum nötig. Auch von russischen Flughäfen ist keine visafreie Einreise möglich.

## Zwischenfälle

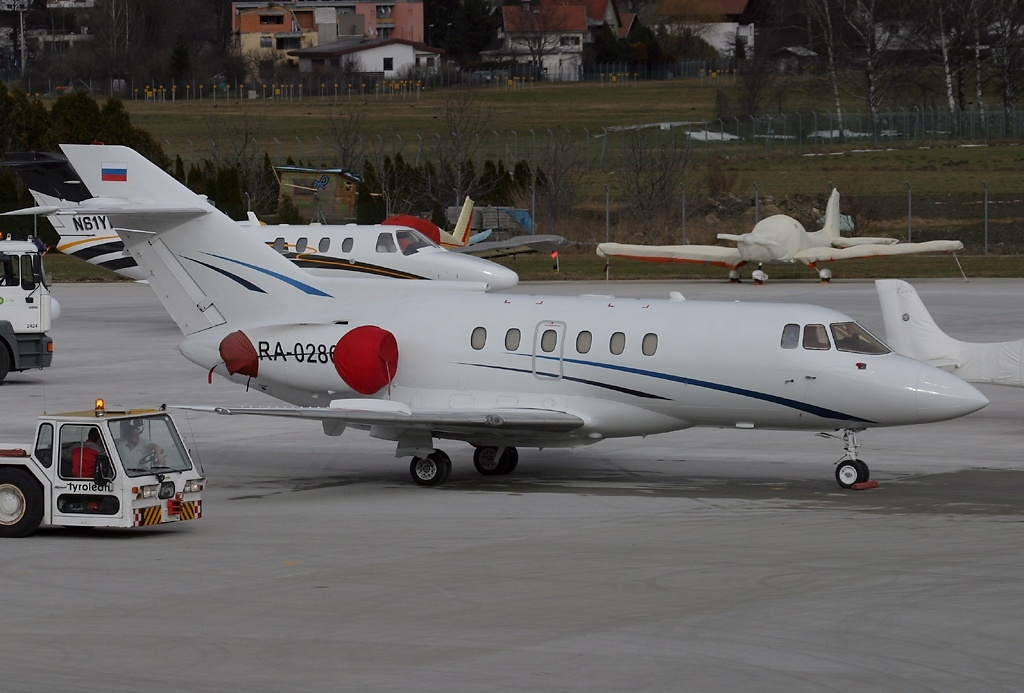
Die am 26. Oktober 2009 verunglückte British Aerospace BAe-125

Der Flughafen verzeichnete in seiner Geschichte zahlreiche Zwischenfälle, davon zwei mit Todesfolgen in der unmittelbaren Nähe des Flughafens:
- Am 1. Februar 1985 machten die Piloten einer Tupolew Tu-134 der russischen Aeroflot (Kennzeichen CCCP-65910) kurz nach dem Start vom Flughafen Minsk 2 eine Notlandung in einem Wald, 10 Kilometer vom Flughafen entfernt. Kurz nacheinander waren beide Triebwerke ausgefallen, da sie abgelöste Eisklumpen von den nicht korrekt enteisten Tragflächen eingesaugt hatten. Bei dem Unfall wurden 58 Insassen getötet, 55 Passagiere und 3 Besatzungsmitglieder; 22 Insassen überlebten (siehe auch Aeroflot-Flug 7841).[7]

- Am 26. Oktober 2009 verunglückte eine British Aerospace BAe-125 (RA-02807) der russischen S-Air mit zwei Passagieren und drei Mann Besatzung an Bord im Anflug. Es gab keine Überlebenden.[8]

- Am 13. Juli 2016 wurden durch einen heftigen Sturm zahlreiche Flugzeuge zum Teil erheblich beschädigt. Eine Antonow An-12 der Ruby Star (EW-338TI) löste sich und wurde in eine Boeing 737 (EW-283PA) der Belavia Belarusian Airlines gestoßen, kleinere Flugzeuge wurden weggefegt; zahlreiche Scheiben des Flughafengebäudes eingedrückt und Wasser drang ein. Der Flughafen wurde vorübergehend geschlossen.[9]

## US-Sanktionen
Am 9. August 2021 wurde wegen Beteiligung an der Notlandung des Ryanair-Flug 4978 auf dem Flughafen der Direktor Wjatschaslau Charaneka in die Liste der Specially Designated Nationals and Blocked Persons der USA hinzugefügt.